# Mv
mv es un comando de Unix usado para mover o renombrar archivos o directorios del sistema de archivos. El archivo original es borrado y se crea un nuevo archivo con el mismo contenido, el nombre puede ser diferente o puede ser el mismo. En caso de que se use en la misma ruta con el nombre del archivo y otro nombre, solo cambiará el nombre del archivo.
mv proviene de la palabra move que significa mover en inglés.

## Opciones
```
$mv archivo1 archivo2 
```

Cambia el nombre del archivo1 a archivo2
```
$mv archivo1 /carpeta1/archivo1
```

Mueve un archivo de un origen a un destino
```
$mv -f archivo1 /carpeta/archivo1
```

Sobreescribe/Reemplaza el archivo de destino sin preguntar al usuario
```
$mv -i archivo1 /carpeta
mv: ¿sobreescribir «Downloads/marcos»? (s/n):
```

Pregunta por cada archivo a sobrescribir antes de hacerlo
```
$mv directorio2 directorio1
```

Mueve un directorio llamado directorio2 al directorio1, a diferencia de cp no necesita opciones especiales para mover directorios
```
$mv -v archivo1 /carpeta
<<archivo1» -> «carpeta/archivo1»
```

Muestra el nombre de cada archivo a ser movido